# Did It Again (canção de Shakira)
"Did It Again" é uma canção da artista musical colombiana Shakira, para o seu oitavo álbum de estúdio, She Wolf (2009). Foi lançado em 16 de outubro de 2009, pela Epic Records, como o segundo single do álbum. A música foi escrita e produzida pela cantora, com composições adicionais e produção de Pharrell Williams e The Neptunes, respectivamente. O álbum em sua versão deluxe inclui uma versão com participação vocal do rapper Kid Cudi, enquanto a versão em espanhol, "Lo Hecho Está Hecho", tem contribuições líricas adicionais do músico uruguaio Jorge Drexler. "Did It Again" é uma canção de electropop com elementos de samba. Liricamente, detalha o envolvimento de Shakira no caso extraconjugal de um homem, o que leva a se sentir culpada e ferida por isso.
Após seu lançamento, "Did It Again" foi bem recebido pelos críticos de música, muitos dos quais elogiaram seu conteúdo lírico. Comercialmente, a música atingiu um sucesso moderado. Ele alcançou o top vinte em países, como a Espanha, onde foi certificado de ouro e Itália. Nos Estados Unidos, "Did It Again" atingiu o primeiro lugar no ranking da Billboard Hot Dance Club Songs e nos números seis e 11 no quadro da Billboard Hot Latin Songs e Tropical Songs, respectivamente. Um videoclipe que acompanha "Did It Again" foi dirigido por Sophie Muller, e apresenta Shakira lutando contra um homem em um quarto. Ele gerou uma recepção positiva dos críticos e foi elogiado por suas cenas de dança. Para a promoção, Shakira performou "Did It Again" em uma série de programas de televisão.

## Antecedentes e composição
Após o lançamento de "She Wolf", "Did It Again" foi lançado como o segundo single do álbum She Wolf (2009). "Did It Again" foi escrito por Shakira e Pharrell Williams, e é uma das quatro faixas do álbum que Shakira coproduzido com The Neptunes, sendo os outros "Long Time", "Why Wait" e "Good Stuff". Sobre a colaboração com Williams, Shakira comentou: "Acordei com idéias, e as coloquei em prática imediatamente. É muito legal, porque estou um pouco mais lenta e ele é um homem com grandes acertos e idéias. "Foi uma grande sinergia". Uma versão em espanhol da música intitulada "Lo Hecho Esta Hecho", também foi lançada e apresenta composições adicionais de Jorge Drexler. Musicalmente, "Did It Again" é uma música de electropop midtempo, que contém elementos de samba. As letras da música são de natureza confessionais e expressam a crescente culpa de Shakira pelo fato de que ela está em um caso amoroso com um homem casado e sua incapacidade de acabar com isso.
As versões inglesa e espanhola da música foram lançadas internacionalmente em 16 de outubro de 2009. O single foi oficialmente lançado no mercado dos EUA, onde foi substituído por "Give It Up to Me", como terceiro single do álbum. Um remix da versão inglesa da música, com vocais adicionais da Kid Cudi, foi lançado mais tarde em 11 de dezembro de 2009. A contribuição de Cudi para a música consistiu em um rap no meio da música onde ele "fala sobre trazer boas vibrações para a vida de Shakira".

## Recepção da crítica
"Did It Again" foi bem recebido pelos críticos de música. Fraser McAlpine da BBC, elogiou as letras da música e elogiou a imprevisibilidade e expressividade de Shakira. Evan Sawdey, da PopMatters, elogiou a produção da música e rotulou as habilidades de composição de Shakira como seu "terno mais forte". A revisão de POPJustice, do álbum descreveu a música como "brilhante" e notou que era uma boa escolha para um single. Lahmeik Stacy do Yahoo! Voices, comentou sobre o arranjo musical acelerado da música, dizendo que "exige imediatamente a atenção do ouvinte". Anthony Balderrama da Consequence of Sound, destacou "Did It Again" como uma das faixas fortes do álbum, juntamente com "She Wolf" e "Why Wait", e também uma boa opção para criar uma versão em espanhol. Stephen Erlewine da AllMusic, escolheu a música como um destaque do álbum.
No 19º Prêmio Anual de Música Latina, organizado pela American Society of Composers, Authors and Publishers, Drexler e Williams ganharam um prêmio na categoria "Pop / Ballad" para a composição da música. A versão em espanhol "Made It Done" foi reconhecida como uma música premiada no BMI Latin Awards 2011. A versão em espanhol também recebeu uma indicação para "Canção do Ano" na categoria Pop na cerimônia de premiação Premio Lo Nuestro de 2011.

## Performance comercial
"Did It Again" conseguiu um sucesso comercial moderado. Na Áustria, a música estreou e alcançou o número 34 na parada da Ö3 Austria Top 40, permanecendo no gráfico por quatro semanas. Na Alemanha, a música alcançou o número 34 nos Media Control Charts e permaneceu na posição durante uma semana. Na Irlanda, a música atingiu o número 17 no Irish Singles Chart e ficou na lista por três semanas. Na Itália, a música entrou e atingiu o pico no número 15, dentro do Top 20 do FIMI Singles Chart, ficando na parada por uma semana. No México, a versão espanhola da música atingiu o número três na tabela Monitor Latino. "Made It Done" entrou no Spanish Singles Top 50, na posição de número 50 e atingiu sua posição máxima no número 12, ficando na parada por um total de 23 semanas. Foi certificado ouro pelos Productores de Música de España (PROMUSICAE), por ter atingido vendas de 20 mil unidades. Na Suécia, a música entrou no número 50 na tabela Sverigetopplistan e atingiu o pico no número 36, permanecendo no quadro por um total de três semanas. Na Suíça, a música entrou e atingiu o pico de número 29 no Swiss Hitparade, permanecendo no quadro por seis semanas. No Reino Unido, a música alcançou o número 26 no UK Singles Chart e ficou no gráfico por um total de sete semanas.
Apesar de ter sido lançado nos Estados Unidos, "Did It Again" atingiu o primeiro lugar nas classificações do Billboard Hot Dance Club Songs e Latin Pop Airplay e permaneceu nos gráficos por 13 e 22 semanas, respectivamente. A música alcançou o número seis no quadro da Billboard Hot Latin Songs e permaneceu no gráfico por 22 semanas. Ele alcançou o número 11 na parada da Billboard Tropical Songs e permaneceu na parada por 17 semanas.

## Videoclipe

Shakira sentada em um quarto no videoclipe, onde ela se envolve em um combate com seu namorado.

O videoclipe de "Did It Again" foi filmado em setembro de 2009 e foi dirigido por Sophie Muller, que já havia trabalhado com Shakira no clipe  de "Hips Don't Lie". Shakira citou as pinturas do pintor britânico Lawrence Alma-Tadema, que retratava cenas de mulheres em banhos turcos, como uma inspiração por trás do vídeo. Depois que Shakira foi apresentada a uma coreografia de dança islandesa contemporânea por um amigo, ela e Muller contrataram o coreógrafo islandês Katrin Hall para coreografar os passos de dança no vídeo. Quando perguntada sobre a inspiração por trás do clipe de "Did It Again", Shakira disse que ela e Muller "trouxeram todas esses paços - as mulheres marroquinas girando e virando a cabeça, e a poesia das pinturas de Alma-Tadema, além desta dança contemporânea islandesa e misturamos todas essas partes juntas para o clipe".
Os clipes para a versão original e a versão em espanhol foram lançados em 30 de outubro de 2009. Um vídeo para a versão remix da música, com o rapper americano Kid Cudi, estreou mais tarde em dezembro de 2009. O clipe começa com Shakira sentada em uma casa de banho cheia de vapor cercada por outras mulheres de frente para ela, todas vestidas de branco. A próxima cena mostra um grupo de baterias coreanas que executam o coreano "Three Drum Dance". Shakira aparece em um quarto com lingerie preta e começa a lutar contra seu namorado (interpretado pelo dançarino Daniel "Cloud" Campos) em uma coreografia de dança inspirada em artes marciais onde ela finalmente consegue derrotá-lo. As cenas de dança de Shakira vestindo uma roupa preta e dourada prosseguem. Perto do final do vídeo, todas as cenas anteriores são rapidamente intercaladas. A versão com Kid Cudi, apresenta cenas adicionais do rapper em uma sala.
O videoclipe recebeu opiniões em sua maioria positivas da crítica. Tanner Stransky da Entertainment Weekly, revisou o vídeo positivamente e disse que era uma "façanha divertida para vê-la [Shakira]." Gilmore, de Neon Limelight, chamou a luta entre Shakira e seu namorado de "uma briga cheia de paixão e com paixão".. Elena Gorgan da Softpedia, elogiou os movimentos de dança de Shakira e observou que ela "chega muito perto da perfeição em termos de dança artística". Jocelyn Vena, da MTV News, observou que Shakira estava "dançando para ser sexy" no vídeo. Olivia Smith, do Daily News, descreveu a coreografia de dança como "altamente atlética", mas criticou o design da sala de hotel onde o vídeo foi filmado.

## Performances ao vivo
Shakira apareceu no episódio de Jimmy Kimmel Live! em 18 de setembro e performou "Did It Again", juntamente com "She Wolf". Shakira interpretou a música na versão norte-americana de Dancing with the Stars em 13 de outubro e Saturday Night Live em 18 de outubro. Em ambos os desempenhos, Shakira foi apoiada por bateristas coreanas femininas, que também estavam presentes no videoclipe da música. A música também foi interpretada por Shakira no MTV Europe Music Awards de 2009. Em 15 de novembro, ela interpretou a música na versão britânica do The X Factor.

## Faixas e formatos
| Download digital mundial 1. "Did It Again" — 3:12 Download da América Latina 1. "Lo Hecho Está Hecho" — 4:25 Alemanha maxi-CD 1. "Did It Again" — 3:12 2. "Did It Again" Benassi Remix — 5:55 Turquia digital single 1. "Did It Again" — 3:12 2. "Did It Again" (com Kid Cudi) — 5:55 3. "Lo Hecho Está Hecho" — 4:25 | América Latina/Espanha download single 1. "Did It Again" — 3:12 2. "Did It Again" (com Kid Cudi) Benassi Remix — 5:58 3. "Lo Hecho Está Hecho" (com Pitbull) — 4:24 4. "Did It Again" music video — 3:29 França/Reino Unido download single 1. "Did It Again" — 3:12 2. "Did It Again" (com Kid Cudi) — 3:47 3. "Did It Again" (com Kid Cudi) Benassi Remix — 5:58 4. "Did It Again" (com Kid Cudi) Superchumbo Remix — 7:41 5. "Did It Again" (com Kid Cudi) DJ Laz Extended Remix — 4:02 |

### Versões oficiais
- "Did It Again" — 3:12
- "Did It Again" Benassi Remix — 5:55
- "Lo Hecho Está Hecho" — 3:12
- "Lo Hecho Está Hecho" (com Pitbull) — 4:25
- "Did It Again" (com Kid Cudi) Official Remix — 3:47
- "Did It Again" (com Kid Cudi) Benassi Remix — 5:58
- "Did It Again" (com Kid Cudi) Superchumbo Remix — 7:41
- "Did It Again" (com Kid Cudi) DJ Laz Extended Remix — 4:02

## Desempenho nas tabelas musicais
| Chart (2009)                                                                          | Maior posição |
| ------------------------------------------------------------------------------------- | ------------- |
| O campo songid é OBRIGATÓRIO PARA PARADA ALEMÃ                                        | 34            |
| Áustria (Ö3 Austria Top 75)                                                           | 34            |
| Bélgica (Ultratip)                                                                    | 3             |
| Estados Unidos (Billboard Dance Club Songs)                                           | 1             |
| Estados Unidos (Billboard Hot Latin Songs) Versão em espanhol: "Lo Hecho Está Hecho"  | 6             |
| Estados Unidos (Billboard Tropical Airplay) Versão em espanhol: "Lo Hecho Está Hecho" | 11            |
| Eslováquia (Rádio Top 100)                                                            | 18            |
| Espanha (PROMUSICAE) Versão em espanhol: "Lo Hecho Está Hecho"                        | 12            |
| Irlanda (IRMA)                                                                        | 17            |
| Itália (FIMI)                                                                         | 15            |
| México (Monitor Latino) Versão em espanhol: "Lo Hecho Está Hecho"                     | 3             |
| Reino Unido (UK Singles Chart)                                                        | 26            |
| Suécia (Sverigetopplistan)                                                            | 36            |
| Suíça (Schweizer Hitparade)                                                           | 29            |

| Chart (2009)                                    | Posição |
| ----------------------------------------------- | ------- |
| Estados Unidos (Billboard Hot Dance Club Songs) | 45      |
| Estados Unidos (Billboard Hot Latin Songs)      | 32      |
| Irlanda (IRMA)                                  | 44      |

## Vendas e certificações
| Região                                         | Certificação | Vendas  |
| ---------------------------------------------- | ------------ | ------- |
| Espanha (PROMUSICAE)                           | Ouro         | 20,000^ |
| ^distribuições baseadas apenas na certificação |              |         |

## Histórico de lançamento
| País        | Data                   | Formato          |
| ----------- | ---------------------- | ---------------- |
| França      | 16 de outubro de 2009  | Download digital |
| Reino Unido | 16 de outubro de 2009  | Download digital |
| Alemanha    | 27 de novembro de 2009 | CD Single        |
| México      | 20 de novembro de 2009 | Download bundle  |
| França      | 11 de dezembro de 2009 | Download bundle  |
| Reino Unido | 13 de dezembro de 2009 | Download bundle  |
| Reino Unido | 14 de dezembro de 2009 | CD Single        |